# BK-16
BK-16 och den större systermodellen BK-18 tillverkas av Kalashnikovkoncernens varv i Rybinsk. Båda bär utseendemässiga likheter med så väl den svenska Stridsbåt 90H som med Projekt 03160 Raptor.